# René-Edouard Claparède

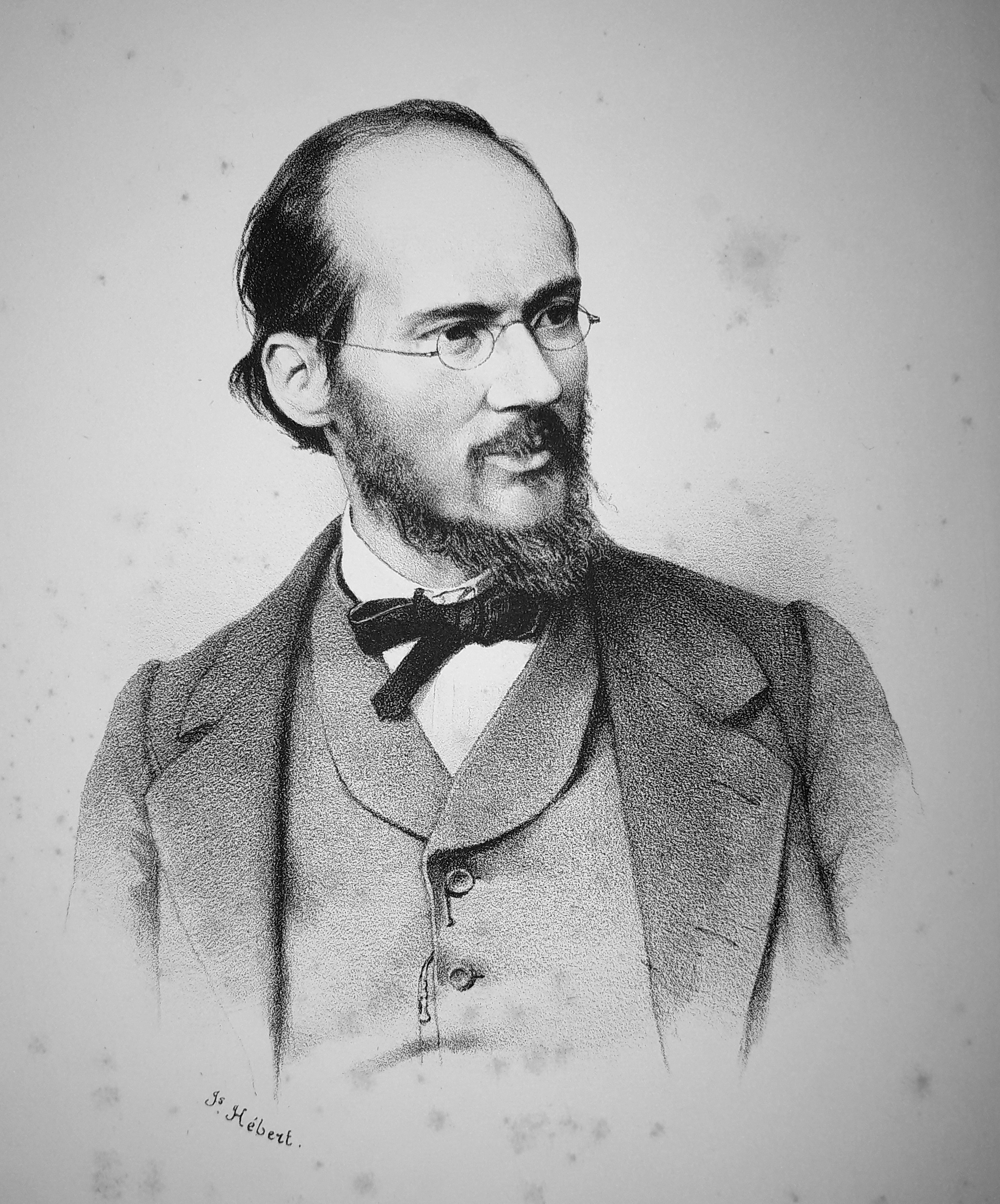

René-Edouard Claparède (Chancy, Cantão de Genebra, 24 de abril de 1832 (192 anos) — Siena, 31 de maio de 1871) foi um professor de anatomia comparada suíço.